# Otrogen på italienska
Otrogen på italienska (italienska: Signore & signori) är en italiensk komedifilm från 1966 i regi av Pietro Germi.

## Utmärkelser
Filmen vann David di Donatello-priset för bästa regi och bästa produktion 1966. Den vann även Guldpalmen för bästa film vid filmfestivalen i Cannes samma år.

## Rollista i urval
- Virna Lisi - Milena Zulian
- Gastone Moschin - Osvaldo Bisigato
- Nora Ricci - Gilda Bisigato
- Alberto Lionello - Tony Gasparino
- Olga Villi - Ippolita Gasparini
- Gigi Ballista - Giacinto Castellan
- Beba Lončar - Noemi Castellan
- Franco Fabrizi - Lino Benedetti
- Quinto Parmeggiani - Giovanni Soligo
- Carlo Bagno - Bepi Cristofoletto
- Patrizia Valturri - Alda Cristofoletto
- Moira Orfei - Giorgia Casellato